# Queso de La Peña
El queso de La Peña es un tipo de queso elaborado en la comunidad autónoma del Principado de Asturias, en España.

## Elaboración
Se coge leche de cabra, se le añade el cuajo y se calienta a 30° durante 40 minutos. Pasado este tiempo se nos ha formado la cuajada que se corta en pequeños trocitos del tamaño de unos granos de arroz. Se aumenta la temperatura y se desuera completamente. Se introduce en moldes y se procede a su prensado. Tras ocho horas se sala mediante frotación. Una vez completado todo este procese se deja madurar un mínimo de dos meses.

## Características
Es un queso cilíndrico de tamaño medio pues se pueden encontrar piezas de medio y de un kilo. Su interior o pasta es compacta y su corteza es fina con manchas de moho.

## Zona de elaboración
Este queso se elabora en la pequeña localidad de La Peña, cercana a Blimea en el concejo de San Martín del Rey Aurelio.